# Plectris caliginosa
Plectris caliginosa är en skalbaggsart som beskrevs av Blanchard 1850. Plectris caliginosa ingår i släktet Plectris och familjen Melolonthidae. Inga underarter finns listade i Catalogue of Life.